# Liste der FFH-Gebiete im Landkreis Rhön-Grabfeld
Die Liste der FFH-Gebiete im Landkreis Rhön-Grabfeld zeigt die FFH-Gebiete des unterfränkischen Landkreises Rhön-Grabfeld in Bayern.
Teilweise überschneiden sie sich mit bestehenden Natur-, Landschaftsschutz- und EU-Vogelschutzgebieten.
Im Landkreis befinden sich insgesamt 19 und zum Teil mit anderen Landkreisen überlappende FFH-Gebiete.
| Altenburg                                                     |    | 5629-303 WDPA: 555521018 | Landkreis Rhön-Grabfeld                          |  | ⊙ | 304,00    |  |
| Bachsystem der Streu mit Nebengewässern                       |    | 5527-371 WDPA: 555520900 | Landkreis Rhön-Grabfeld                          |  | ⊙ | 1.275,52  |  |
| Bahratal                                                      | BW | 5528-371 WDPA: 555520903 | Landkreis Rhön-Grabfeld                          |  | ⊙ | 65,62     |  |
| Bayerische Hohe Rhön                                          |    | 5526-371 WDPA: 555537678 | Landkreis Bad Kissingen, Landkreis Rhön-Grabfeld |  | ⊙ | 19.260,59 |  |
| Bundorfer Wald und Quellbäche der Baunach                     |    | 5728-371 WDPA: 555521081 | Landkreis Rhön-Grabfeld, Landkreis Haßberge      |  | ⊙ | 1.541,45  |  |
| Fränkische Saale zwischen Heustreu und Steinach               |    | 5627-371 WDPA: 555521013 | Landkreis Rhön-Grabfeld, Landkreis Bad Kissingen |  | ⊙ | 296,45    |  |
| Laubwälder bei Bad Königshofen                                |    | 5628-301 WDPA: 555521014 | Landkreis Rhön-Grabfeld, Landkreis Bad Kissingen |  | ⊙ | 1.874,00  |  |
| Mausohrkolonien in der Rhön und im Grabfeld                   |    | 5627-303 WDPA: 555521011 | Landkreis Rhön-Grabfeld, Landkreis Bad Kissingen |  | ⊙ | 0,00      |  |
| Milztal und oberes Saaletal                                   |    | 5628-371 WDPA: 555521015 | Landkreis Rhön-Grabfeld                          |  | ⊙ | 757,51    |  |
| Reutsee                                                       |    | 5729-301 WDPA: 555521083 | Landkreis Rhön-Grabfeld                          |  | ⊙ | 12,00     |  |
| Schmalwasser- und Premichtal                                  | BW | 5626-372 WDPA: 555521009 | Landkreis Rhön-Grabfeld, Landkreis Bad Kissingen |  | ⊙ | 343,12    |  |
| Tal der Brend                                                 | BW | 5626-371 WDPA: 555521008 | Landkreis Rhön-Grabfeld                          |  | ⊙ | 424,23    |  |
| Teiche bei Schönau an der Brend                               | BW | 5626-301 WDPA: 555521007 | Landkreis Rhön-Grabfeld                          |  | ⊙ | 3,00      |  |
| Trockengebiete vor der Rhön                                   |    | 5527-372 WDPA: 555520901 | Landkreis Rhön-Grabfeld                          |  | ⊙ | 789,74    |  |
| Trockenhänge im Saale-, Streu- und Löhriether Tal             |    | 5627-301 WDPA: 555521010 | Landkreis Rhön-Grabfeld                          |  | ⊙ | 149,00    |  |
| Trockenverbundgebiet Rhön - Grabfeld                          |    | 5527-373 WDPA: 555520902 | Landkreis Rhön-Grabfeld                          |  | ⊙ | 616,49    |  |
| Wälder und Trockenstandorte bei Bad Kissingen und Münnerstadt |    | 5726-371 WDPA: 555521080 | Landkreis Rhön-Grabfeld, Landkreis Bad Kissingen |  | ⊙ | 4.421,81  |  |
| Winterquartiere der Mopsfledermaus bei Neustadt               |    | 5627-304 WDPA: 555521012 | Landkreis Rhön-Grabfeld                          |  | ⊙ | 0,00      |  |
| Winterquartiere der Mopsfledermaus in der Rhön                |    | 5527-301 WDPA: 555520899 | Landkreis Rhön-Grabfeld                          |  | ⊙ | 0,00      |  |
| Legende für Fauna-Flora-Habitat                               |    |                          |                                                  |  |   |           |  |